# 明治鉱業
明治鉱業株式会社（めいじこうぎょう）は、かつて日本国内で炭鉱事業などを行っていた企業。
のちに安川電機などを設立した安川敬一郎らによって設立され、福岡県の筑豊炭田における石炭採掘に端を発し、北海道などでも石炭等の採掘および販売を行っていた鉱業会社である。
なお、明治コンサルタントは、同社の探鉱部門である地質部が独立した会社である。

## 沿革
- 1908年（明治41年）1月 - 安川敬一郎、松本健次郎（二男）及び安川清三郎（三男）の出資により明治鉱業株式合資会社を設立。本社を福岡県嘉穂郡頴田村（現・飯塚市）に置く。安川敬一郎が社長に就任。
- 1919年（大正8年）
  - 4月 - 明治鉱業株式会社に組織変更。
  - 12月 - 本社を福岡県戸畑市（現・北九州市戸畑区）に移転。
- 1949年（昭和24年）
  - 1月 - 本社を東京に移転。
  - 10月 - 東京証券取引所1部に上場。
- 1956年（昭和31年）9月 - 大阪証券取引所1部に上場。
- 1969年（昭和44年）5月 - 東京証券取引所、大阪証券取引所上場廃止、会社解散。

## 採掘していた主な鉱山

### 石炭
- 明治炭坑（福岡県嘉穂郡頴田町（現・飯塚市））
- 平山鉱業所（福岡県嘉穂郡桂川町）
- 赤池鉱業所（福岡県田川郡赤池町（現・福智町））
- 豊国鉱業所（福岡県田川郡糸田町）
- 高田炭坑（福岡県糟屋郡篠栗町）
- 昭和鉱業所（北海道雨竜郡沼田町）
- 上芦別鉱業所（北海道芦別市上芦別町）
- 庶路炭鉱（北海道白糠郡白糠町）

### 石炭以外
- 赤石鉱山（愛媛県宇摩郡関川村（現・四国中央市）） - クロム鉱など
- 明治信和産業(北海道白糠郡白糠町) スーパー経営